# Tommy Nutter
Thomas Albert "Tommy" Nutter (Barmouth, Gales; 17 de abril de 1943 - Londres, Inglaterra; 17 de agosto de 1992) fue un sastre británico, famoso por reinventar el tradicional traje de la sastrería de la calle Savile Row en la década de 1960.

## Biografía
Nació en Barmouth,  Merioneth en el noroeste de Gales, hijo de Christopher Nutter y Dorothy (de apellido de soltera Banister). Se crio en Edgware, Middlesex, donde su padre era dueño de un café en la principal avenida de ese distrito del norte de Londres. Después de que la familia se mudó a Kilburn, Nutter y su hermano David asistieron al Willesden Technical College. Allí, inicialmente, Nutter estudió fontanería y luego arquitectura, pero abandonó todo a los 19 años para formarse en sastrería, en la Tailor and Cutter Academy.
A principios de la década de 1960 se unió a la tradicional sastrería Donaldson, Williamson & Ward. Después de siete años en esta empresa, en 1969 se asoció a Edward Sexton para abrir Nutters of Savile Row en el No.35a de Savile Row. El emprendimiento fue respaldado financieramente por la cantante Cilla Black y su esposo Bobby Willis, mánager de Los Beatles, Peter Brown gerente director de Apple Corps, y el abogado James Vallance-White.
El negocio fue un éxito inmediato, ya que Nutter combinó las habilidades tradicionales de la sastrería británica, con un diseño innovador. Hizo creaciones para las colecciones de Hardy Amies, y luego vistió al propio Amies. Sus clientes incluyeron, no sólo a sus inversores, sino además a sir Roy Strong, Mick Jagger, Bianca Jagger y Elton John. El propio Nutter estaba muy orgulloso del hecho de que para la portada del álbum de Los Beatles, Abbey Road, de 1969, él vistió a tres de los cuatro músicos de Liverpool, quienes fueron fotografiados en el hoy famoso cruce peatonal. George Harrison quiso ser fotografiado sólo en jeans.

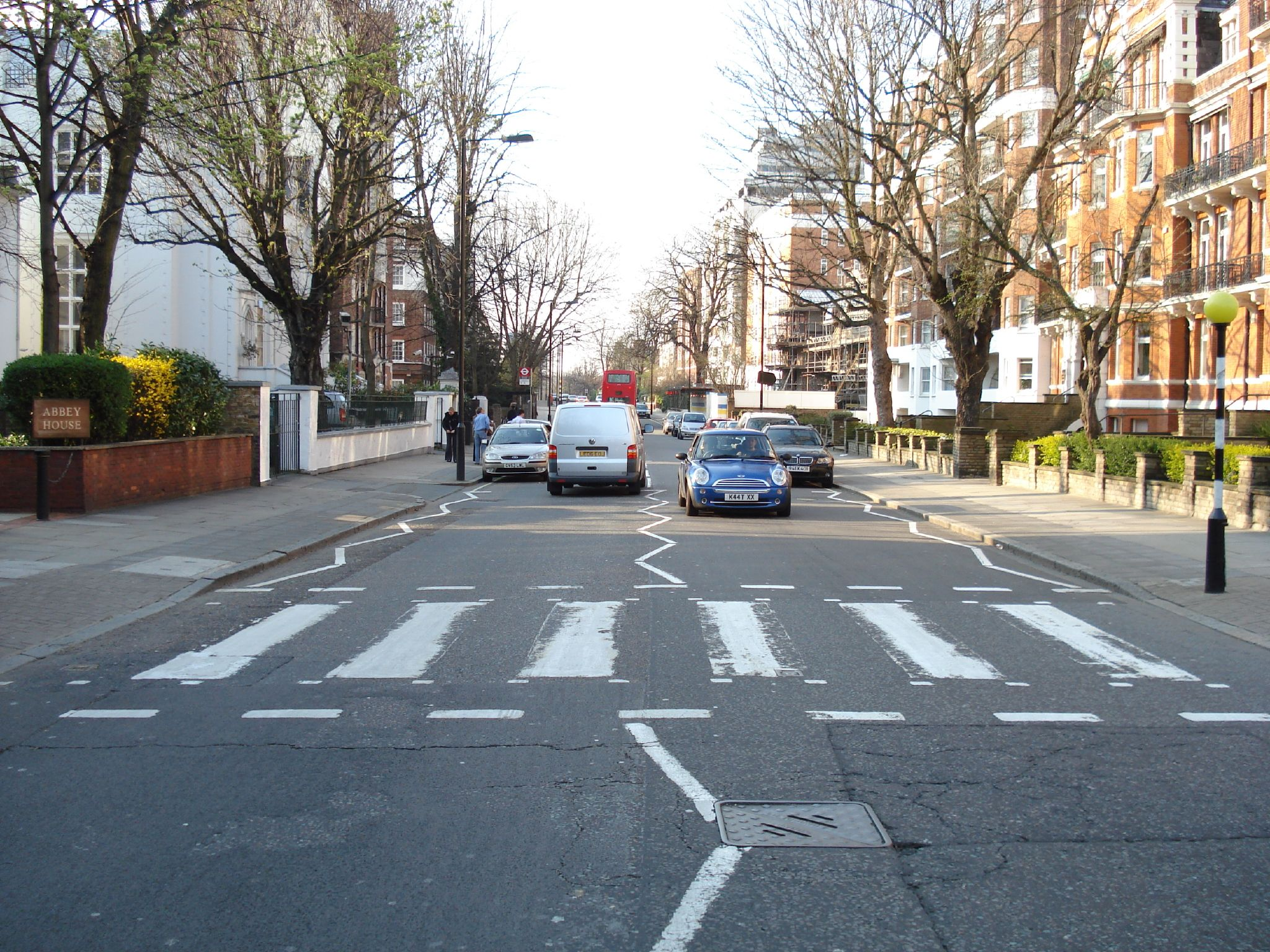
En este cruce peatonal de la calle Abbey Road, el 8 de agosto de 1969, fueron fotografiados Los Beatles, tres de ellos vistiendo ropa diseñada exclusivamente por Tommy Nutter

En la década de 1970, a medida que su negocio se volvió menos exitoso, optó por diversificarse y comenzar a fabricar ropa ya lista para usar, la cual comercializó a través de los almacenes Austin Reed. En esta época también se expandió con éxito hacia el oriente de Asia, posicionando la marca Savile Row en Japón. Sin embargo, en 1976 Edward Sexton terminó comprando todo el negocio a Nutter.
Después de la venta, Nutter se fue a trabajar para la sastrería Kilgour French and Stanbury, manejando allí su propio taller. Sexton continuó dirigiendo Nutters of Savile Row hasta 1983, cuando Nutter regresó a este barrio londinense con una tienda de ropa lista para usar llamada: Tommy Nutter, Savile Row. Esta nueva empresa estuvo instalada en el No.19 de Savile Row hasta la muerte de Tommy, y la misma contó con el apoyo de la empresa J&J Crombie Limited, la cual continúa siendo la propietaria de la marca registrada «Tommy Nutter». 
En la década de 1980, describió sus trajes como un «cruce entre el aspecto Miami Vice, de hombros grandes, y el auténtico estilo Savile Row». Nutter creó todo el vestuario para el personaje de El Guasón (The Joker) que usó Jack Nicholson en el rodaje de la película Batman, de 1989.
Tommy Nutter falleció el 17 de agosto de 1992 en el Hospital Cromwell de Londres de complicaciones de salud relacionadas con el SIDA.
En 2018 se publicó la biografía de Nutter: House of Nutter: The Rebel Tailor of Savile Row (La casa de Nutter: el sastre rebelde de Savile Row), con base en los recuerdos de su hermano también gay, David, hoy un famoso fotógrafo radicado en la ciudad de Nueva York. El libro fue escrito por Lance Richardson.